# Топшуур
Топшур (монг. товшуур) — щипковый музыкальный инструмент с 2 волосяными струнами (настроены в кварту). Длина около 780 мм. Способ игры — бряцание. Распространен в Северо-Западной Монголии и на Алтае.
Название инструмента происходит, видимо, от «топ» — удар, бряцать и «хур» — обобщенное название музыкальных инструментов в тюркских языках шорской группы.
На самом деле струны настраиваются чуть шире кварты (то есть, не диатонически). А способ игры на нём иначе как бряцаньем назвать трудно… Потому что традиционный топшурный аккомпанемент не допускает синкоп и переборов — только бряцанье кистью вверх-вниз в ровном ритме 4/4. Именно такой строй и такой тип игры дает характерный алтайский колорит топшурной музыке.
Обычно топшур используют кайчи (народные сказители) для исполнения эпосов. Вот что пишет исследователь А. В. Анохин (1874—1931) о топшуре:

Струнный инструмент у алтайцев называется «топшуур» и имеет форму балалайки, но далеко не звучный, так как струны на нем употребляются из конского волоса, свитого в тоненькую верёвочку… Играют на нём так же, как и на балалайке… У азиатов такие кварты (острые, немного расширенные — FG) понимаются как консонанс, потому что ими начинают и заканчивают пение, как благозвучным аккордом… её можно причислить к разряду господствующих интервалов. Кроме кварты, топшуур в аккомпанементе дает чистую квинту, большую или малую сексту. Вот все интервалы, которые мы слышали на топшууре в виде одновременных созвучий.
Сейчас области применения топшура растут: им активно пользуются в ансамблях, играя не только традиционный эпос. У тувинцев же всегда была распространена песня, но не эпос.
Что касается формы деки, то она может быть разнообразной — от округлой или ложкообразной до квадратной, треугольной (как у балалайки), или близкой к продольному распилу дерева (если мастеру было лень обтачивать). Верхнюю деку делают из невыделанной шкуры (тогда звук получается более глухой, барабаноподобный) или из тонкого слоя дерева, тогда звук похож на полуакустическую гитару.
С точки зрения классического музыканта, топшур слишком примитивен. Однако это не так: его недостатки оборачиваются достоинствами. Наличие всего двух струн позволяет применять оригинальные приемы игры, а безладовый топшур, имея длинный гриф, дает возможность играть очень интересные недиатонические импровизации.